# 府中捕物控
「府中捕物控」（ふちゅうとりものひかえ）は、三億円事件をパロディにした楽曲、及びそれを収録したシングル。

## 概要
作詞・作曲は山本正之。事件当時から話題になっていた三億円事件をパロディ化した楽曲で、ALFIE（現・THE ALFEE）の歌唱により三億円事件の公訴時効日である1975年12月10日に発売が予定されていたが、発売予定の前日に「社の良識に合わない」「事件を茶化している」とのことで突然発売中止となった。アルフィーのシングルの中で発売が中止となった唯一のケースである。当初、本作がメンバー3人体制による最初のシングルになる予定であったが、アルフィーの歩みを描いた『ドリームジェネレーション（作：吉岡つとむ）』によれば、突然の発売中止の後、当時マネージャーだった関口登（現・Project III社長）がビクター音楽産業（現・JVCケンウッド・ビクターエンタテインメント）との契約打ち切りを独断し、三人も素直に受け入れたという。以降1979年にキャニオン・レコード（現・ポニーキャニオン）と契約を結ぶまでどこの会社とも契約せずに、研ナオコやかまやつひろし等のバックバンドを務めつつ、ライブハウスなどで細々と自らの音楽活動をするという状態が続いた。
これまで音源の発売は一切なかったが、デビュー40周年を記念して2014年12月17日に発売された『青春の記憶 [+2]』に、ボーナストラックとしてシングルの2曲とも収録されることになり、39年目にして初めて日の目を見た。それを発表する際に公開されたレコードジャケットでの桜井賢は、ジャケット撮影時は素顔だったのが、このアルバム発表時に公開された時にはサングラスをCGで追加されている。
シングルが発売中止となった後のライブではこれまでに数度歌われた事があり、それらはライブビデオ『THE ALFEE HISTORY III 1992〜1997』『THE ALFEE KING'S NIGHT DREAM WESTERN Conference Final』にて見る事ができ、『40th Anniversary Special Concert at Nippon Budokan』にも収録されている。1987年に静岡県清水市(現在の静岡市清水区)の日本平ホテル芝生広場で開催されたオールナイトコンサート「SUNSET-SUNRISE」のビデオには、途中の部分が数秒間収録されている。
曲調は山本正之が後に作曲した『ヤッターマン』の主題歌（「ヤッターマンの歌」）を彷彿とさせるノリで、間奏には坂崎の物真似も収録されていた。
歌詞は、発売中止になったシングル版と山本正之のセルフカバー版で若干異なっているほか、それらとは大きく異なるTHE ALFEEのライブ版の歌詞がある。2016年6月にカラオケのJOYSOUNDに府中捕物控が登録された際はシングル版に準拠した歌詞となっている。
後に三人は「自分たちのあずかり知らぬところで全てが決定してしまうのは、自分たちがオリジナル曲で勝負をしていないからだった」「ロクなオリジナルがないから自分たちの言いたいことが何も言えない、ミュージシャンとして一番大事な事を忘れていた」として、オリジナル曲の制作に力をいれるようになった。またあるインタビューでは「あの曲がまかり間違ってヒットしていたら、今の俺たちは居なかったかもしれない」とも語っている。

## 山本正之版
1994年9月22日に、山本のテーマごとにまとめた小作品集であるシングル文庫シリーズ第二弾『府中捕物控』の表題曲として発売された。
一応セルフカバーの形ではあるものの、間奏では山本の楽曲「美少女シリーズ」に登場する「博士」と思しき人物の語りが入る等、山本色の強い楽曲になっている。
2010年12月15日に発売された山本のアルバム「男に咲く花」には、3番を追加した「府中捕物控後談」が収録されている。この3番の歌詞は、「府中捕物控」が発売中止になった経緯と、もし発売されていたらどうなっていたかが描かれている。

## 明日からよその人
アルフィー版「府中捕物控」シングルのB面に収録予定だった曲。内容は作詞作曲の山本が、姉の結婚による別れを歌ったもので、特に問題のある歌詞ではなかったが、シングルが発売中止になったあおりを受けて長らく未発売となっていた。こちらもラジオ等で何度か歌われたことはある。
こちらも「府中捕物控」と同様に、1995年6月28日に山本のシングル文庫シリーズ第五弾『就職』の二曲目にセルフカバーとして収録された。こちらもアルフィー版とは若干歌詞が異なっている。